# Kostel svaté Kateřiny (Choteč)
Kostel svaté Kateřiny v Chotči (okres Praha-západ) je jednoduchá barokní stavba z konce 17. století se dvěma nezvykle nízkými věžemi, situovaná na návrší nad obcí s výhledem do kraje. Je chráněn jako kulturní památka České republiky.

## Historie
Kostel nechal vystavět v letech 1697-99 podle návrhu J. B. Matheyho tehdejší majitel Chotče Bílek z Billenberka, pravděpodobně s využitím zdiva staršího kostela. Původně měla stavba dvě vysoké štíhlé věže. Když se r. 1856 jedna z věží po zásahu bleskem částečně zřítila, byly přes protesty obyvatel obě věže sníženy na stejnou úroveň. Ve 2. polovině 20. století kostel zchátral, v 80. letech byl již v havarijním stavu, ale byla pouze vyměněna střešní krytina. Od r. 2000 na opravách kostela spolupracují římskokatolická farnost Třebotov, pod niž kostel patří, a obec Choteč.

### Program záchrany architektonického dědictví
V rámci Programu záchrany architektonického dědictví bylo v letech 1995–2014 na opravu památky čerpáno 900 000 Kč (400 000 Kč v roce 1999 a 500 000 Kč v roce 2000).

## Popis a interiér
Raně barokní kostel je jednolodní obdélná stavba s presbytářem, sakristií a oratoří v patře. V průčelí má dvě nízké věže. Průčelí s plochým středním rizalitem je členěno pilastry, boční stěny člení lizénové rámce. Loď má valenou klenbu s pásy a lunetami, presbytář a sakristie klenbu křížovou. Mezi věžemi je umístěna kruchta. Nad vchodem do kostela je vytesán prelátský znak Bílka z Billenberka a letopočet 1697. Kostel obklopuje malý hřbitov.
Na hlavním oltáři z doby kolem r. 1710 od F. Geigera je obraz Nejsvětější trojice, přemalovaný v 19. století. Po stranách vítězného oblouku stojí boční oltáře. Na plátně malovaný obraz sv. Kateřiny byl ukraden při vyloupení kostela.

## Zajímavosti
Kostel měl původně tři zvony – sv. Kateřiny, sv. Václava a sv. Barbory. V r. 1942 byly odvezeny dva větší zvony – podle úředního rozhodnutí se z kostelů nesměly odstraňovat nejmenší zvony, takže zvon sv. Barbory zůstal. V květnu r. 1945 objevila ztracené zvony místní obyvatelka na „pohřebišti“ zvonů na Rohanském ostrově (odtud měly být zvony odvezeny do Německa).  Po opětovném vysvěcení byly zvony opět zavěšeny ve věžích, ale v r. 1984 je nechal P. Evžen Hlaváček přemístit do kostela sv. Petra a Pavla v Radotíně kvůli neutěšenému stavu chotečského kostela. Zvony sv. Kateřiny a sv. Václava tam již zůstaly.
S chotečským kostelem je spjat i hrůzostrašný příběh "zaživa pohřbeného". Při zřícení věže část zdiva rozdrtila krycí desku hrobky a otevřela se rakev, kde byl pohřben správce velkostatku. Mumifikované tělo bylo zkroucené jako v křeči a zuby mělo zahryznuté do pravé ruky…